# Mikołaj I (patriarcha Aleksandrii)
Mikołaj I – prawosławny patriarcha Aleksandrii w latach 1210–1243.

## Życiorys
Utrzymywał stosunki z papieżem Innocentym III, który go zaprosił do wzięciu udziału w Soborze Laterańskim IV. Po poddaniu klęsce krzyżowców w Damieccie i w związku z tym prześladowaniach chrześcijan przez Arabów zmarł w biedzie.